# Gambiabarb
Gambiabarb (Barbus macrops, syn. Enteromius macrops) är en fiskart som beskrevs av Boulenger, 1911. Gambiabarb ingår i släktet Barbus och familjen karpfiskar. Inga underarter finns listade i Catalogue of Life.
Denna fisk förekommer i västra och centrala Afrika från Mauretanien till Tchad och Centralafrikanska republiken samt söderut till Kamerun och Atlanten. Arten hittas i vattendrag, insjöar och träskmarker.
För beståndet är inga hot kända. Hela populationen anses vara stor. IUCN kategoriserar arten globalt som livskraftig.